# Parafia św. Mateusza Apostoła w Jaminach
Parafia świętego Mateusza Apostoła w Jaminach – parafia rzymskokatolicka, znajdująca się w diecezji ełckiej, w dekanacie Lipsk.